# Medicago hemicoerulea
Medicago hemicoerulea är en ärtväxtart som beskrevs av Eugeniya Nikolayevna Sinskaya. Medicago hemicoerulea ingår i släktet luserner, och familjen ärtväxter. Inga underarter finns listade i Catalogue of Life.